# Menhardovci
Menhardovci (německy Menhardiner) neboli gorická hrabata (italsky conti di Gorizia), byla vládnoucí dynastie, která měla mocenskou základnu v Gorici a později v Tyrolsku. Příslušníci tohoto rodu vládli mimo jiné v Českém království, Moravském markrabství, Istrijském markrabství, Kraňském markrabství, Korutanském vévodství, Gorickém hrabství, Tyrolsku a Akvilejském patriarchátu. Dynastie vymřela roku 1500 hrabětem Leonardem.

## Původ rodu
Rod Menhardovců, vyznačující se stále se opakujícím jménem Menhard (Meinhard), se vynořil uprostřed bavorské šlechty v 11. století. Původ zůstává nejistý. Někteří se domnívají, že rod pochází z dynastie Sieghardinců, jiní uvažují o dynastii Eppsteinů. Není vyloučen společný původ s hrabaty z Andechsu. Podle legend sahal jejich původ až k Římanům.

## Stručná historie rodu
Prvními bezpečně zařaditelnými příslušníky rodu jsou bratři
- Engelbert I. († kolem 1122), gorický hrabě, bavorský falckrabě, správce Millstattu
- Menhard I. († 1142), gorický hrabě, falckrabě korutanský, správce Akvileje, správce Sv. Petra v Istrii

Potomci Menharda I. byli
- Jindřich II. (-1150), gorický hrabě
- Engelbert II. (-1191), istrijský markrabě, gorický hrabě
- Menhard, markrabě istrijský (-1193)

Engelbert II. měl se svou manželkou Adlétou z Scheyern-Valley, dcerou Otty I. z domu Wittelsbachů, tyto děti:
- Engelbert III. († 1220), hrabě gorický a správce Millstattu
- Menhard II. (kolem 1160 - 1232), hrabě gorický a správce Akvileje
- Beatrix, jeptiška v Akvileji

Engelbert III. se roku 1183 oženil s blíže neznámou šlechtičnou Matyldou a roku 1190 Matyldou z Andechsu, hraběnkou z Pisina, dcerou hraběte Bertholda III. z Andechsu, istrijského markraběte.
Jejich synem byl Menhard I. Tyrolský (* 1194; † 22.7. 1258), hrabě gorický a istrijský (1220–1258) hrabě tyrolský (1253–1258) správce Akvileje, Tridentu, Brixenu a Bolzana. Oženil se s Adélou († 1279), dcerou tyrolského hraběte Albrechta. Jeho synové založili dvě rodové větve.
- Menhard II.(* 1238; † 1295) zdědil tyrolské země
- Albrecht († 1304) zdědil gorické hrabství. Jeho linie později dědictví opět sloučila a vymřela až roku 1500.

Menhard II. Tyrolský byl hrabětem gorickým (1258–1267) a Tyrolským (1257-1295), knížetem korutanským (1286–1295), zástavním pánem Kraňského věvodství a Vindické marky. Oženil se s Alžbětou Bavorskou, vdovou po římském králi Konrádovi IV. Z tohoto manželství se narodilo asi šest dětí. Nejvýznamnějšími z nich byl český král Jindřich Korutanský a Alžběta, manželka Albrechta Habsburského. Dále měl deset nemanželských dětí s dosud neznámými ženami.
Jindřich Korutanský (†1335) byl v letech 1307 - 1310 král český a markrabě moravský, titulární král polský. Také byl od roku 1310 až do své smrti vévoda korutanský, kraňský a hrabě tyrolský. Jím vymřela tyrolská větev po meči a Tyroly později převzali Habsburkové, příbuzní po přeslici.